# Affaire Loubna Benaïssa
L’affaire Loubna Benaïssa est une affaire criminelle s'étant déroulée en Belgique dans les années 1990 avec  la disparition, le 5 août 1992, d'une fillette de neuf ans, Loubna Benaïssa, qui demeure à Ixelles dans la région de Bruxelles-Capitale.
Cette affaire rebondira avec l'affaire Dutroux et mènera à l'arrestation de l'auteur du crime, Patrick Derochette, qui a sexuellement abusé de la fillette avant de la tuer et de cacher son corps dans la station-service de ses parents. Le corps de Loubna sera découvert le 5 mars 1997.

## Déroulement
Le 5 août 1992, Loubna Benaïssa et sa sœur Nabela se rendent à un magasin d'Ixelles en Belgique. De retour à la maison, la mère se rend compte qu'elles ont oublié d'acheter du yaourt. Elle demande donc à Loubna de retourner acheter l'aliment. « Elle n'est jamais revenue. »
La police belge, informée de la disparition de la fillette de 9 ans, attend six jours avant d'enquêter. Les policiers d'Ixelles suivent trois pistes, dont l'une qui mène à Patrick Derochette. Ce dernier travaille dans une station-service exploitée par ses parents. À ce moment, il a déjà été condamné pour des affaires de mœurs sur des garçons mineurs. Il fournit cependant un alibi que les enquêteurs jugent acceptable.
En septembre 1996, l'affaire Dutroux, résolue par une cellule d'enquête de Neufchâteau, secoue encore la Belgique. Les autorités de Bruxelles transmettent le dossier « Loubna Benaïssa » à cette même cellule. Après quelques mois d'enquêtes, le 5 mars 1997, les policiers découvrent le corps de Loubna dans la cave de la station-service des Derochette. Ce succès semble démontrer que des policiers d'Ixelles ont traité la disparition de la fillette avec une « incroyable légèreté ». En effet, « deux hommes, déjà condamnés pour viols de mineurs, résidaient sur le chemin emprunté en cette journée du mois d'août par Loubna. Une piste jamais exploitée par la police. » L'un des deux suspects a été blanchi parce qu'il se trouve en Algérie au moment de la disparition, alors que l'autre, Patrick Derochette, a déclaré avoir déjeuné avec son frère entre 11 h 30 et 13 h 30. Les policiers d'Ixelles, satisfaits de son alibi, n'ont cependant pas vérifié que ce repas s'était terminé une heure plus tôt . De plus, ils ont attendu seize jours avant de demander l'aide de chiens pisteurs, qui n'ont pas été mis à contribution parce que leurs maîtres étaient en vacances.
Les premiers enquêteurs négligent de vérifier l'alibi de Derochette, pourtant déjà condamné pour des affaires de mœurs. C'est seulement en 1997 que l'affaire est résolue par une cellule d'enquêteurs stationnée à Neufchâteau.

### Arrestation du suspect
Patrick Derochette est arrêté le 7 mars 1997 mais  échappe aux assises, des psychiatres ayant conclu à son « irresponsabilité ». La chambre des mises en accusation de la cour d'appel de Bruxelles décide de son internement le 4 mars 1999,. En juin 2015, à la suite d'une agression sans lien avec la mort de Loubna Benaïssa, Derochette se trouve dans le coma. Il meurt d'une insuffisance respiratoire le 14 décembre 2016, à l'âge de 52 ans,. Les magistrats bruxellois concernés sont sanctionnés pour les errements de l'enquête.

## Hommages
Le 8 mars 1997, en hommage à Loubna, une cérémonie funéraire est menée à la grande mosquée de Bruxelles. Le lendemain, son corps est enterré à Tanger au Maroc, où ses parents sont nés,.

## Autour de l'affaire
En 2010, Nabela Benaïssa s'est installée aux États-Unis, où elle mène une carrière d'avocate.

### Médiagraphie

#### Émission radiophonique
- « L'affaire Patrick Derochette » le 28 février 2017 dans L'Heure du crime de Jacques Pradel, sur RTL.